# ألفرد جونز
ألفرد جونز (بالإنجليزية: Alfred Jones)‏  (و.  –  م) هو لاعب ومدرب كرة قدم.